# Convento dos Mercedários
O Convento dos Mercedários é um edifício histórico da cidade brasileira de Belém do Pará, integrado ao Conjunto Arquitetônico dos Mercedários e sua Igreja de Nossa Senhora das Mercês. Foi construído em 1640, para receber os frades Pedro de La Rua e João das Mercês que vieram da cidade de Quito com Pedro Teixeira em 1639. Em 1941 a edificação teve o tombamento histórico pelo Conselho de Patrimônio Histórico e Artístico Nacional.

## História
O Convento vivenciou diversos fatos importantes da antiga Belém. Após a expulsão dos religiosos, foi ocupado por instituições públicas importantes para história da cidade, como: palco da revolta da Cabanagem; sede da Alfândega de Belém; Trem de Guerra, e; Correios.
O prédio das dependências do convento sofreu incêndio de grandes proporções em 19 de outubro de 1978 danificando-o seriamente tendo ficado de pé apenas suas grossas paredes de pedras; porém a anexa Igreja de Nossa Senhora das Mercês, propriamente dita foi pouco afetada pelo fogo. Tal incidente foi agravado pelo vento que vinha da Baía do Guajará, que ajudou a propagar as chamas. Segundo testemunhas o incêndio teria iniciado após três explosões em um deposito de documentos da Prefeitura de Belém. O Convento foi reformado e reinaugurado em 1987. Atualmente é sede a Superintendência do Patrimônio da União, Alfândega de Belém e a sede regional da Escola de Administração Fazendária do Ministério da Fazenda.
Em 2018 foi autorizada pela união para a UFPA ocupar o espaço.